# Scaptesyle plumosus
Scaptesyle plumosus is een beervlinder uit de familie van de spinneruilen (Erebidae). De wetenschappelijke naam van de soort is voor het eerst geldig gepubliceerd in 1912 door Lionel Walter Rothschild.